# Liste der portugiesischen Botschafter in Kambodscha
Die Liste der portugiesischen Botschafter in Kambodscha listet die Botschafter der Republik Portugal in Kambodscha auf. Die Länder unterhalten seit 1957 erneuerte diplomatische Beziehungen, die auf die erste Ankunft Portugiesischer Entdeckungsreisender im heutigen Kambodscha Anfang des 16. Jahrhunderts zurückgehen.
Aus Protest gegen die Portugiesischen Kolonialkriege unterbrach Kambodscha die diplomatischen Beziehungen 1964 einige Zeit.
Erstmals akkreditierte sich ein portugiesischer Botschafter 1996 persönlich in Kambodscha. Eine eigene Botschaft eröffnete Portugal dort nicht, der Portugiesische Vertreter in Thailand ist weiterhin auch für Kambodscha zuständig und zweitakkreditiert sich dazu in der kambodschanischen Hauptstadt Phnom Penh (Stand 2019).

## Missionschefs
| Name                                        | Bild       | Amtszeit   | Anmerkungen                                                                  |
| Kambodscha                                  | Kambodscha | Kambodscha | Kambodscha                                                                   |
| ------------------------------------------- | ---------- | ---------- | ---------------------------------------------------------------------------- |
| Gabriel Maria da Costa Mesquita de Brito    |            | ab 1996    | Botschafter mit Amtssitz Bangkok, am 28. Mai 1996 in Phnom Penh akkreditiert |
| José Tadeu da Costa Sousa Soares            |            | ab 1999    | Botschafter mit Amtssitz Bangkok                                             |
| João António da Silveira de Lima Pimentel   |            | ab 2002    | Botschafter mit Amtssitz Bangkok                                             |
| António Félix Machado de Faria e Maya       |            | ab 2006    | Botschafter mit Amtssitz Bangkok                                             |
| Jorge Ryder Torres Pereira                  |            | ab 2010    | Botschafter mit Amtssitz Bangkok                                             |
| Luís Manuel Barreira de Sousa               |            | ab 2013    | Botschafter mit Amtssitz Bangkok                                             |
| Francisco de Assis Morais e Cunha Vaz Patto |            | seit 2015  | Botschafter mit Amtssitz Bangkok                                             |